# شرکت معادن عربستان سعودی
شرکت معادن عربستان سعودی (به عربی: شركة التعدين العربية السعودية) شرکت استخراج معادن عربستانی است، که در زمینه استخراج و تولید طلا، آلومینیم، نقره، فسفات و سایر فلزات پایه فعالیت می‌کند.
شرکت معادن عربستان سعودی در سال ۱۹۹۷ توسط دولت عربستان سعودی تأسیس شد و در حال حاضر بزرگترین شرکت استخراج معادن عربستان سعودی می‌باشد.
دفتر مرکزی این شرکت در شهر ریاض، عربستان سعودی قرار دارد و بخشی از سهام آن در بازار بورس تداول معامله می‌شود. دولت عربستان سعودی با در اختیار داشتن ۵۰٪ از سهام شرکت معادن، بزرگترین سهام‌دار آن به‌شمار می‌آید.